# D-Wave Two
Il D-Wave Two è un computer quantistico prodotto dalla D-Wave Systems. Possiede un processore a 512 qubit, ognuno dei quali è un circuito superconduttore mantenuto a temperature bassissime (2 o 3 K, -271 Celsius). Quando la temperatura si alza, la corrente può con uguale probabilità girare in senso orario o antiorario. Questa indeterminazione viene sfruttata come unità di informazione usata per svolgere i calcoli. D-Wave dovrebbe permettere di risolvere nuovi tipi di problemi (principalmente machine learning).

## Controversia sulle prestazioni
Un gruppo di ricercatori indipendenti ha calcolato che i computer D-Wave possono risolvere alcuni problemi 3600 volte più velocemente rispetto a un particolare software eseguito sui classici computer digitali. Un altro ricercatore indipendente ha però calcolato che usando diversi software eseguiti su un computer digitale single core si può risolvere il medesimo problema con la stessa velocità se non più velocemente dei computer D-Wave (almeno 12,000 volte per il problema del Quadratic Assignment e tra uno e 50 volte più veloce per il problema Quadratic Unconstrained Binary Optimization).
In un lavoro pubblicato da scienziati dell'ETH di Zurigo, che avevano accesso ad un computer D-Wave a 128 qubit, si dimostra che un normale computer digitale lo surclassa di 15 volte applicando metaeuristica (in particolare simulated annealing) al problema per risolvere il quale i computer D-Wave sono specificatamente progettati.

## Utilità
L'unità minima di D-wave è il qubit che, a differenza del bit che può assumere i valori 0 e 1, può anche esserne la sovrapposizione quantistica, permettendo di svolgere calcoli legati alla probabilità in tempi assai minori dei computer tradizionali. Se in futuro si realizzassero computer quantistici efficienti, gli attuali sistemi di criptazione basati su RSA dovranno cambiare poiché un computer quantistico può "romperne la chiave" in tempi inferiori rispetto ai computer tradizionali. Infatti i protocolli di cifratura a chiave asimmetrica, come l'RSA, basano la propria sicurezza sulla difficoltà di fattorizzare grandi numeri in fattori primi o problemi equivalenti, cioè che si possono risolvere se si sanno fattorizzare velocemente grandi numeri. Questo è possibile su un computer quantistico di tipo circuitale grazie all'algoritmo di fattorizzazione di Shor, ideato nel 1994, e in grado di fattorizzare i numeri in tempo polinomiale anziché esponenziale. Questo tipo di algoritmi è programmabile in modo naturale su un computer quantistico di tipo circuitale, mentre non lo è a meno di un costo computazionale su un computer quantistico adiabatico come quello prodotto dalla D-Wave. I computer quantistici adiabatici sono invece più indicati per i problemi di ottimizzazione e che si possono ricondurre a problemi di minimizzazione 
. Altre applicazioni pratiche sono: machine learning, riconoscimento vocale e di immagini.

## Funzionamento
D-Wave, essendo un computer quantistico, per funzionare usa le leggi controintuitive della fisica sub-atomica:
- Sovrapposizione di stati: il fenomeno quantistico che rende possibile ai qubit di rappresentare sia 0 che 1 contemporaneamente, rendendoli velocissimi nello svolgere calcoli legati a probabilità o a combinazioni;
- Entanglement quantistico: due sistemi fisici minuscoli (in questo caso i qubit), benché separati, continuano ad essere strettamente legati: una qualsiasi modifica effettuata al primo si applica anche al secondo istantaneamente. Questo principio, in realtà, non è ancora stato impiegato.
- Tunneling quantistico che consente di superare una barriera di potenziale attraversandola senza richiedere l'energia aggiuntiva che servirebbe per superarla.

## Commercializzazione
D-Wave è prodotto e commercializzato dalla D-Wave Systems ad un prezzo di circa 10 milioni di dollari. Google, in collaborazione con la NASA, ne ha acquistato un esemplare.